# 美国州宪法
州宪法（State constitution (United States)）為美国各州所自行制定之憲法。大體上，州宪法的內文字数略多於美国宪法的7,500字，內容多半係州政府和人民日常关系之細節。例如：佛蒙特州的州宪法是8,295字，而阿拉巴马州於1901年最新批准的州宪法共有310,296个字。
联邦政府和州政府宪法文件之间，文件的长度和细节规定之差異，乃因于其各自目的和用途。无论是联邦还是各州的宪法，都是對應層级的法律和政治组织之基础。但美国宪法规定了限制联邦政府的权力，州宪法描述了结构细节和那些不能给联邦政府的权力。许多州认为一些解决具体问题的法律很重要，从而將之詳盡納入州宪法中。另外，所有州宪法都不得牴觸美国宪法。

## 美国州宪法列表
State constitutions in the United States

## 美国屬地宪法
美国各主要岛屿领土也拥有自己的宪法。有別於州宪法，这些宪法受到国会的批准和监督。
- 波多黎各聯邦憲法
  - 1952年3月3日——公投通過
  - 1952年7月25日——實施

- 北馬里亞納群島聯邦憲法
  - 1976年——39名代表於塞班島召開制憲會議
  - 1977年3月6日——公投通過
  - 1978年1月9日——實施

- 美屬薩摩亞領地憲法
  - 1960年4月27日——內政部長弗雷德·安德魯·西頓批准68名成員制定
  - 1960年10月17日——實施
  - 1967年6月2日——內政部長斯圖亞特·烏達爾批准經公投通過的《修憲案》
  - 1967年7月1日——新憲法生效

## 华盛顿哥伦比亚特区的"宪法"
华盛顿哥伦比亚特区（華府）的最高權威機構為美國國會，華府扮演一个类似主要城市的角色，而不是像其它各州和领土一样。哥伦比亚特区委员会依照哥伦比亚特区地方自治法而建立，其拥有的发展权力类似于其它主要城市。国会已经授权这个委员会可以颁布法律。哥伦比亚特区委员会先后在1982年和1987年提出两条宪法修正案，内容都是将目前的华盛顿哥伦比亚特区改制為新哥伦比亚州。